# Саад Харири
Саад ад-Дин Рафик ал-Харири (на арабски: سعد الدين رفيق الحريري‎) е ливански политик. Става министър-председател на Ливан за втори път на 18 декември 2016. Първият му мандат е в периода 2009 – 2011.
Той е син на бившия премиер Рафик Харири. Водач на ливанските сунити и лидер на движението „Мустакбал“ – най-голямата политическа партия в Ливан, с най-много места в парламента. Саад поема ръководството на партията, след като баща му Рафик ал-Харири е убит през 2005 г.
Движението Мустакбал има тесни връзки с Прогресивната социалистическа партия на друзите и християнските ливански части. Саад ал-Харири е противник на „Хизбула“, подкрепян е от САЩ и Франция. Собственик на Future TV.